# Nyagitunguru
Nyagitunguru är ett periodiskt vattendrag i Burundi.   Det ligger i provinsen Ruyigi, i den centrala delen av landet, 110 km öster om huvudstaden Bujumbura.
Omgivningarna runt Nyagitunguru är en mosaik av jordbruksmark och naturlig växtlighet. Runt Nyagitunguru är det ganska tätbefolkat, med 134 invånare per kvadratkilometer.